# 1956年4月自由民主党総裁選挙
1956年4月自由民主党総裁選挙（1956ねんじゆうみんしゅとうそうさいせんきょ）は、1956年（昭和31年）4月5日に行われた日本の自由民主党の党首である総裁の選挙である。

## 概要
1955年（昭和30年）11月の結党以来、初めて実施された総裁選挙である（結党当初は鳩山一郎・緒方竹虎・三木武吉・大野伴睦の4人による総裁代行委員制）。
旧民主党総裁で内閣総理大臣の鳩山の初代総裁が予想されていたが、旧民主党が「反吉田茂」の寄り合い所帯で「親鳩山」でまとまっていたわけでなく、旧自由党総裁の緒方に票が流れる可能性があった。しかし、緒方が1月28日に心臓衰弱で急逝したため、反鳩山で結束できる候補が不在となり鳩山の初代総裁が確実となった。

## 選挙データ

### 総裁
- 選挙前：鳩山一郎・三木武吉・大野伴睦・松野鶴平（代行委員）
- 選挙後：鳩山一郎（初代）

### 投票日
- 1956年（昭和31年）4月5日

第2回臨時党大会にて実施。

### 選挙制度
- 決選投票制

総裁公選規程に基づく公選。
投票方法
秘密投票、単記投票、1票制
選挙権
党所属国会議員、党都道府県支部連合会地方代議員
被選挙権
党所属国会議員
有権者
（不明）
- 党所属衆議院議員：（不明）
- 党所属参議院議員：（不明）
- 地方代議員　　　：092

## 選挙活動

### 候補者
立候補制ではなかったものの、現職の内閣総理大臣である鳩山への信任投票の意味合いが強かった。
| 鳩山一郎                                                                           |
|                                                                                    |
| 衆議院議員 （14期・東京1区） 内閣総理大臣（1954-現職） 党総裁代行委員（1955-現職） |
| 東京府                                                                             |

## 選挙結果
自民党の主要派閥のうち、鳩山一郎派、岸信介派、大野伴睦派、旧緒方竹虎派は首相の鳩山を支持することを決定した。一方、鳩山に反発する池田勇人を中心とした旧自由党吉田茂派や旧緒方派の一部は白票の対応とした。
第1回総裁選から1972年（昭和47年）の第12回総裁選までは立候補制ではなかったため、自民党所属の国会議員への票はすべて有効票として扱われた。

### 候補者別得票数
| 候補者                   | 得票数 | 得票率 |
| ------------------------ | ------ | ------ |
| 鳩山一郎                 | 394    | 95.40% |
| 岸信介                   | 4      | 0.97%  |
| 林譲治                   | 3      | 0.73%  |
| 石橋湛山                 | 2      | 0.48%  |
| 石井光次郎               | 2      | 0.48%  |
| 益谷秀次                 | 2      | 0.48%  |
| 大野伴睦                 | 2      | 0.48%  |
| 河野一郎                 | 1      | 0.24%  |
| 重光葵                   | 1      | 0.24%  |
| 松野鶴平                 | 1      | 0.24%  |
| 池田勇人                 | 1      | 0.24%  |
| 総計                     | 413    | 100.0% |
| 有効投票数（有効率）     | 413    | 84.46% |
| 無効票・白票数（無効率） | 76     | 15.54% |
| 投票者数（投票率）       | 489    | %      |
| 棄権者数（棄権率）       |        | %      |
| 有権者数                 |        | 100.0% |
| 出典：朝日新聞           |        |        |